# Lenka Němečková
Lenka Němečková, rozená Maršounová, (* 23. dubna 1968 Ústí nad Labem) je bývalá československá sportovní plavkyně.

## Sportovní kariéra
Je rodačkou ze Svádova na předměstí Ústí nad Labem. Závodnímu plavání se věnovala od svých 10 let po zařazení do sportovní třídy. Připravovala se v střekovských lázních v bazénu o rozměrech 25×12 m pod vedením svého otce Milana. Brzy se specializovala na plaveckou techniku znak, pro kterou měla dobré předpoklady, krásná plavecká figura, dlouhé nohy, ruce. Nepatřila mezi silové plavkyně. Při testech utáhla nohama maximálně 6 kg a nejlepší muži (Petr Joneš) zvládali váhy přes 40 kg. Nerada plavala v otevřených bazénech kvůli špatné orientaci při znaku.
V dorosteneckém věku patřila mezi nadějné plavkyně ze severu Čech, ale na republikové úrovni neměla dlouho výsledky. Především jí ve znaku zastiňovala skoro o hlavu menší Bratislavčanka Karin Lohnická. Podmínky přípravy obou byly diametrálně odlišné. Ona trénovala pod dohledem otce trenérského samouka v bazénu z první republiky, proti ní na Lohnickou dohlížel špičkový trenér, jehož rukama prošla celá řada plaveckých osobností např. Marta Skupilová, Yvona Tobišová. 
Průlom v její sportovní kariéře přišel v roce 1983. V červnu na velké ceně Slovenska splnila časem 1:07,45 ostrý limit svazu pro start na srpnovém juniorském mistrovství Evropy ve francouzských Mylhúzách, ale kvůli omezenému rozpočtu do Francie nejela. Nominační komise schválila pro MEJ pouze jednu znakařku a tou byla Lohnická, která jí na velké ceně Slovenska porazila o 14 setin. Navíc Lohnická zvládala na slušné úrovni i dvojnásobnou trať. Na červencovém letním mistrovství republiky Lohnickou porazila a skončila na 100 m znak celkově na druhém místě. Tímto výsledkem si po letní sezóně definitivně vybojovala zařazení do střediska vrcholového sportu ministerstva školství k trenéru Jaroslavu Strnadovi. Koncem října, když se jí povedlo vyřídit přestup na gymnázium do Prahy, přestoupila z Chemičky do plaveckého oddílu pražských vysokoškoláků.
V olympijském roce 1984 si zlepšila osobní rekord na 100 m znak na 1:06,56, ale jako znakařka zůstávala dvojkou za Karin Lohnickou. Dokonce jí porážela její oddílová kolegyně Romana Frýdlová, pro kterou byl znak doplňkovou disciplínou. Po letní sezóně chtěla s plaváním končit "po roce urputné práce, pravidelných tréninků se nedostavily žádné výrazné úspěchy. Chtěla jsem tedy na podzim všeho nechat. Psychicky mě podpořili můj trenér a taťka."
V přípravě na zimní sezónu 1985 zaměřila svojí pozornost i k jiným disciplínám a dostavily první velké úspěchy. Na 100 m volný způsob pokořila na březnovém zimním mistrovství republiky jako devátá plavkyně z Československa hranici jedné minuty (59,69). Za tři týdny na mezistátním trojutkání v Brně plavala v štafetě na prvním měřeném úseku čas 58,92, kterým se aktuálně řadila na druhé místo československých historických tabulek za Romanou Frýdlovou. Na květnovém mezistátním utkání v norském Hamaru se poprvé dostala na 100 m znak pod 66 vteřin a časem 1:05,98 zaostala o 6 setin za československým rekordem Romany Frýdlové. Klubová rivalita mezi ní a Frýdlovou byla očividní. Za pár dní Frýdlová stáhla rekord na 100 m znak na 1:05,37... trenér Rudolf Poledník to komentoval slovy "vyhecovala jí Maršounová, která se přiblížila k jejímu rekordu na 0,06 s. Romana za mnou přiletěla, abych jí co nejdřív přihlásil na nějakou znakařskou stovku". V druhé polovině června jí poštou přišla nominace na srpnové mistrovství Evropy v bulharské Sofii. V červenci odjela s trenérem Janem Vokatým na reprezentační soustředění do arménského Cachkadzoru. Na mistrovství Evropy plavala na úvod 100 m volný způsob. Rozplavby se jí nepovedly, časem nad minutu 1:00,21 obsadila 28. místo. Zaplatila nováčkovskou daň na velké soutěži, která je dána okolními podmínkami – závodník má na rozcvičení přesně tolik a tolik minut, víc ani sekundu, musí být v přesně stanovenou dobu na určitém místě a pohybovat ve vymezeném prostoru pod dozorem přísných rozhodčích. Další den byla na pořadu její královská trať 100 m znak. V rozplavbách si vytvořila osobní rekord časem 1:05,62 a postoupila do B-finále. V odpoledním B-finále plavala čas 1:05,90 a obsadila celkově 14. místo. Po dvou dnech volna plavala první znakařský úsek polohové štafety, která skončila v cíli na posledním 12. místě v čase 4:28,65. V závěrečné disciplíně 200 znak se dokoupala do cíle na posledním 22. místě v čase 2:30,22, šest sekund za svým osobním rekordem 2:24,50.
V zimní sezóně 1986 výkonnostně stagnovala. Na 100 m znak se jí nedařilo dostat pod 66 vteřin. V květnu jí čekala maturita a přijímačky na VŠE. Časy zaplavané na červnové velké ceně Slovenska i letním mistrovství republiky nesplňovaly nominační kritéria pro srpnové mistrovství světa v Madridu. Na podzim si přivodila úraz ramene. Zpráva z ledna 1987 hovořila, že rameno již doléčuje, ale rekonvalescence se prodloužila až do konce letní sezóny.
K plnohodnotné přípravě se vrátila na podzim 1987 a na závodech se poprvé objevila koncem listopadu. V olympijském roce 1988 směřovala přípravu k olympijskému limitu na 100 m znak, ale svými časy těsně pod 67 vteřin zůstávala daleko za jeho splněním. Na červencovém letním mistrovství republiky získala svůj poslední titul, když v napínavém souboji porazila favorizovanou Trnavčanku Alenu Burešovou v čase 1:06,82. Sportovní kariéru ukončila po letní sezóně 1989.